# Litteraturåret 1976

## Händelser
- 22 september – Hjalmar Bergman gravsätts på Norra kyrkogården i Örebro, 45 år efter hans död.[1]

## Priser och utmärkelser
- Nobelpriset – Saul Bellow, USA[2]
- ABF:s litteratur- & konststipendium – Anna-Karin Eurelius och Monika Lind
- Aftonbladets litteraturpris – Rita Tornborg
- Aniarapriset – P.O. Enquist
- Astrid Lindgren-priset – Irmelin Sandman Lilius
- Bellmanpriset – Maria Wine
- BMF-plaketten – Göran Tunström för Prästungen
- Carl Emil Englund-priset – Kjell Espmark för Det obevekliga paradiset 1–25
- Dan Andersson-priset – Nils Parling
- De Nios Stora Pris – Sten Hagliden och Olov Hartman
- De Nios Vinterpris – Anna Rydstedt
- Doblougska priset – Sven Barthel, Sverige och Sigbjørn Hølmebakk, Norge[1]
- Eckersteinska litteraturpriset – Erik Johansson
- Elsa Thulins översättarpris – Harry Järv
- Ivar Lo-Johanssons sponsorstipendium – Barbro Slättorp[1]
- Landsbygdens författarstipendium – Per Helge och Elsa Maria Otto
- Litteraturfrämjandets stora pris – Sandro Key-Åberg
- Litteraturfrämjandets stora romanpris – Stig Claesson[1]
- Neustadtpriset – Elizabeth Bishop, USA
- Nils Holgersson-plaketten – Maud Reuterswärd
- Nordiska rådets litteraturpris – Ólafur Jóhann Sigurðsson, Island för diktsamlingarna Að laufferjum och Að brunnum (Du minns en brunn)
- Petrarca-Preis – Sarah Kirsch och Ernst Meister
- Rabén & Sjögrens översättarpris – Olof Hoffsten
- Schückska priset – Lennart Breitholtz
- Signe Ekblad-Eldhs pris – Kerstin Ekman
- Stig Carlson-priset – Bruno K. Öijer
- Svenska Akademiens tolkningspris – János Csatlós
- Svenska Akademiens översättarpris – Britt G. Hallqvist
- Svenska Dagbladets litteraturpris – Göran Tunström för Sandro Botticellis dikter och Prästungen
- Sveriges Radios Lyrikpris – Axel Liffner
- Tidningen Vi:s litteraturpris – Barbro Lindgren, Hans Nestius och Stig Edling
- Tollanderska priset – Thomas Warburton
- Östersunds-Postens litteraturpris – Per Agne Erkelius
- Övralidspriset – Gunnar Brusewitz

## Nya böcker

### A – G
- Alfons och hemlige Mållgan av Gunilla Bergström[3].
- Anteckningar från ett obekvämt privatliv av Per Gunnar Evander
- Barnens ö av P.C. Jersild
- De goda människorna av Sandro Key-Åberg
- Den "riktiga" Elvis av Maria Gripe
- Den vrålande parnassen av Gunnar Harding och Bengt Jangfeldt
- Det mest förbjudna av Kerstin Thorvall[4]
- Fiendeland av Martin Perne
- Frontreportern av Torbjörn Säfve

### H – N
- Häxhammaren av Jan Mårtenson
- Jack av Ulf Lundell[4]
- Klass 6 D, Sverige, Världen av Siv Widerberg
- Krigarens dikt av Artur Lundkvist
- Kung Arthur och hans nobla riddare (postumt) av John Steinbeck
- Kvinnan och familjen: ”Äktenskapet och familjeproblemet” av ”Skydd åt gravida kvinnor och barnaföderskor” av Aleksandra Kollontaj
- Lapptäcken – Livstecken av Lars Gyllensten
- Lyftet av Kennet Ahl (Lasse Strömstedt och Christer Dahl)[4]
- Madicken och Junibackens Pims av Astrid Lindgren[5]
- Maken av Gun-Britt Sundström[4]
- När Emil skulle dra ut Linas tand av Astrid Lindgren[6]

### O – U
- Ordbok av Werner Aspenström
- Pastorn på spåret av Jan Arvid Hellström
- Prästungen av Göran Tunström[4]
- Rök av Olle Häger
- Sandro Botticellis dikter av Göran Tunström
- Sigismund. Ur en polsk barockfurstes minnen av Lars Gustafsson
- Själens cirkus av Lawrence Ferlinghetti
- Skeppet Järnskägg av Helmer Linderholm
- Springkällan av Kerstin Ekman
- Stadsporten av Sven Delblanc
- Till min man, om han kunde läsa av Kristina Lugn
- Triton av Samuel R. Delany

### V – Ö
- Vem räddar Alfons Åberg? av Gunilla Bergström[3]
- Vi lever våra spel av Lars Andersson
- Växandet av Gösta Friberg

## Födda
- 19 mars – Mats Kolmisoppi, svensk författare.
- 20 juni – Erik Zsiga, svensk journalist, författare till Popvänstern.
- 3 oktober – Åsa Foster, svensk författare.
- 8 november – Karolina Ramqvist, svensk journalist och författare.
- 6 december – Åsa Petersen, svensk journalist och författare.
- 7 december – Malte Persson, svensk författare, litteraturkritiker och översättare.

## Avlidna
- 12 januari – Agatha Christie, 86, brittisk författare.[1]
- 27 januari – Birgitta Ek, 62, svensk författare.
- 31 januari – Evert Taube, 85, svensk författare, konstnär, trubadur och kompositör.
- 17 februari – Tor Bonnier, 93, svensk bokförläggare.[1]
- 21 februari – Tage Aurell, 76, svensk-norsk författare och manusförfattare.[1]
- 24 februari – Viveka Starfelt, 69, svensk författare och översättare.
- 7 mars – Tove Ditlevsen, 58, dansk poet och författare.[1]
- 24 mars – Sture Axelson, 62, svensk författare och översättare.
- 4 april – Hans Lidman, 65, svensk författare.
- 8 april – Siegfried Fischer, 81, svensk skådespelare, teaterledare, manusförfattare och författare.
- 20 april – William Sansom, 64, brittisk författare.
- 2 maj – Karin Juel, 75, svensk sångerska och författarinna.[1]
- 3 juli – Stina Bergman, 88, svensk manusförfattare, författare och teaterregissör.[1]
- 18 juli – Sally Salminen, 70, finländsk författare[7].
- 9 augusti – José Lezama Lima, 65, kubansk författare.
- 25 augusti – Eyvind Johnson, 76, svensk författare, nobelpristagare.[1]
- 25 augusti – Paul Andersson, 46, svensk poet.
- 9 november – Öyvind Fahlström, 47, svensk författare, dramatiker och konstnär.

### Fotnoter
1. 1 2 3 4 5 6 7 8 9 10 11   Horisont 1976. Bertmarks
2. ↑  ”Nobelpriset i litteratur”. https://www.nobelprize.org/prizes/lists/all-nobel-prizes-in-literature/. Läst 20 mars 2011.
3. 1 2  ”Alfons Åberg”. Arkiverad från originalet den 8 december 2012. https://web.archive.org/web/20121208044934/http://www.alfons.se/fakta_bok_alfons.asp. Läst 21 mars 2011.
4. 1 2 3 4 5  Gradvall, Nordström, Nordström, Rabe, Jan, Björn, Ulf, Anina. Tusen svenska klassiker. Norstedts Förlagsgrup. Läst 12
5. ↑  ”Astrid Lindgren”. http://www.astridlindgren.se/verken/bocker/textbocker?page=1. Läst 21 mars 2011.
6. ↑  ”Astrid Lindgren”. http://www.astridlindgren.se/verken/bocker/bilderbocker. Läst 21 mars 2011.
7. ↑  Uppslagsverket Finland - Sally Salminen ' Arkiverad 5 november 2012 hämtat från the Wayback Machine.